# اریک اعتباری
اریک اعتباری (انگلیسی: Eric Etebari) (زاده ۵ دسامبر ۱۹۶۹) بازیگر، مدل و موسیقی دان ایرانی-آمریکایی است. او در ۲ سریع و ۲ خشمگین و وکیل لینکلن  و رتبه ی رئیس ظاهر شد

## زندگی‌نامه

### اوایل زندگی
او توسط مادرش، جین فررو، عکاس / هنرمند، در هالیوود، در یک جامعه هنرمند بزرگ شد. اولین سلیقه بازیگری اعتباری در کلاس هفتم پدیدار گشت و او سالهای بعد را در دبیرستان سانتا مونیکا گذراند و در ورزش‌هایی مانند فوتبال، بیسبال و بسکتبال عالی بود. . وی پس از آن بورسیه والیبال را از دانشگاه ایالتی سن دیگو دریافت کرد. او در دوران دانشگاه، توسط ستاد آتش‌نشانی سن دیگو به دلیل شجاعتش، در نجات دو زن از یک آپارتمان در حال سوختن، مدال ستایش افتخار را به دست آورد.

### مدل‌سازی و حرفه بازیگری
پس از کالج، او فرصتی برای همکاری با بروس وبر داشت و حرفه بازیگری خود را آغاز کرد و همچنین به یک کمپین تبلیغاتی ورساچه رسید. این تبلیغات تبلیغاتی به اعتباری فرصت داد تا با ریچارد آودون نیز همکاری کند.
همچنین وی در حالی که در اروپا بود با کارل لاگرفلد و رابرت فلیشائوور، همکاری داشت. علاوه بر این، وی در یک سری از تبلیغات موفق با مدیریت مایکل بی، از جمله تجارت «بونگو ژان» با لیو تایلر ظاهر شده‌است. وی پس از چند سال حضور در کارگاه‌های بازیگری تبلیغاتی، چندین فیلم مهمان و فیلم مستقل را انجام داد تا این که نقش ایان ناتینگهام را در فیلم Witchblade بازی کند که منجر به دو فصل منظم در این سریال شد.
در سال ۲۰۰۳، اعتباری در ۲ سریع و ۲ خشمگین ظاهر شد و در مسابقه کلاسیک داج چلنجر ۱۹۷۰، مسابقه داد. وی بعداً در سپتامبر ۲۰۰۴ در فیلم موبایل، به کارگردانی دیوید آر الیس، با بازی کریس ایوانز و کیم بسینگر، نقش آفرینی کرد. اریک در نقش چارلز تالبوت در وکیل لینکلن و «متصدی بار» مقابل آل پاچینو ظاهر شد..
علاقه او به بازیگری و هنر، درهای بسیاری را برای خلاقیت وی باز کرده‌است. وی در حال حاضر در حال تولید و به دنبال پروژه‌های منحصر به فردی است که به عنوان یک مجری به راه خود ادامه خواهد داد. سرگرمی مورد علاقه وی براندو، روتوییلر، بازی در لیگ بسکتبال سرگرمی NBA و بازی در مسابقات ورزشی خیریه است. او در سال ۲۰۱۲، در مراسم مشهور Malibu Nautica Triathlon، مقام اول را کسب کرد. او یک حامی قوی برای کمک به جمع‌آوری بودجه برای برنامه تئاتر هنری برای کودکان و خدمات خانواده هالیگرو، خانه ای برای کودکان مورد سوءاستفاده است.

## فیلم شناسی
- چوب فشار (اوایل دهه ۱۹۹۰) فیلم ایندی / کالج به عنوان شخصیت اصلی.
- جیمی ولنتاین (اوایل دهه ۱۹۹۰) فیلم ایندی / کالج به عنوان جیمی ولنتاین.
- شلوار زیبا (۱۹۹۹) به عنوان «پسر در قطار».
- The Murder in حوضه چین (۱۹۹۹).
- خنجر جادوگر(۲۰۰۰) (فیلم تلویزیونی) به عنوان یان ناتینگهام.
- سریال تلویزیونی خنجر جادوگر (۲۰۰۱–۲۰۰۲) به عنوان ایان ناتینگهام.
- مثلث مربع (۲۰۰۱) به عنوان مت.
- افتخاری (۲۰۰۲) به عنوان جونیور لوپز.
- ۲ سریع ۲ خشمگین (۲۰۰۳) به عنوان داردن.
- مرد اسکلتی (۲۰۰۴) به عنوان ستوان یورک.
- موبایل (۲۰۰۴) به عنوان دمیتری.
- اندوه را گم کرد (۲۰۰۵) به عنوان کسادیا.
- پولیکارپ (با نام مستعار قاتلان) (۲۰۰۷) به عنوان مری.
- درامب دوبار می‌گزد (۲۰۰۸) به عنوان دوستان.
- جاودانگی شما (۲۰۰۹) به عنوان ویکتور پرایس.
- بر ناکلز (۲۰۱۰) به عنوان تروی راجرز.
- یک قانون تأیید (۲۰۱۰) به عنوان جان دمین.
- تماس بازیگران (کوتاه) (۲۰۱۰) به عنوان دونی.
- وکیل لینکلن (۲۰۱۱) در نقش چارلز تالبوت.
- جنگ بزرگ (۲۰۱۱) به عنوان زین کارول.
- اعتماد (۲۰۱۱) به عنوان رید علی.
- آب شیرین (۲۰۱۱) به عنوان مکس زاسلوفسکی.
- آزادی (۲۰۱۱) به عنوان رابرتز.
- The Rogue (2011) به عنوان نماینده مارینو.
- ایستادن به بچه‌ها (۲۰۱۲) به عنوان Bartender
- Payday: The Web Series (2013) به عنوان نیتن استیل / دالاس
- کوسه سمی (۲۰۱۷)
- رتبه رئیس  (Boss level 2020) در نقش روی2

### حضور مهمانان تلویزیونی
- زینو توسط دیویدوف - حدود سال ۱۹۹۳.
- Silk Stalkings (1996) با بازی در نقش در اپیزود: "شرکای جرم" (قسمت شماره ۶٫۹) ۲۴ نوامبر ۱۹۹۶.
- ۴۱۳ خیابان امید (۱۹۹۷) در قسمت: "رستگاری" (قسمت شماره ۱٫۴) ۱۶ اکتبر ۱۹۹۷.
- Acapulco HEAT (1998) در قسمت: "نام کد: آقای بهشت" (قسمت شماره ۱٫۷) ۴ نوامبر ۱۹۹۸.
- Line of Fire (2003) با بازی در نقش "جسی شروود" در اپیزود: "Mockingbird" (قسمت شماره ۱٫۴) ۲۳ دسامبر ۲۰۰۳.
- فورد فیوژن تجاری ۲۰۰۶
- CSI: میامی ۲۰۰۶ "رانده" با بازی در نقش خاویر مورنا
- امریکن هیرس (۲۰۰۷) با بازی در نقش "کارلوس قلابی" در ۴۱ قسمت.
- گلی با بازی در نقش "رگی" سس "سالازار- . . . رگی 'سس' سالازار (صدا)
- NCIS: لس آنجلس با بازی در نقش رینالدو مگیو- کرایملئون (۲۰۱۲). . . رینالدو مگیگیو
- قلعه با بازی "انور کوتاً در اپیزود: "قانون و حاشیه" (قسمت شماره ۶٫۲۱) ۲۸ آوریل ۲۰۱۴.

### تهیه و کارگردانی
- اندوه را گم کرد (کوتاه) (۲۰۰۵) به عنوان تهیه‌کننده.
- بر ناکلز (۲۰۱۰) به عنوان تهیه‌کننده و کارگردان.
- هود (کوتاه) (۲۰۱۲) به عنوان تهیه‌کننده.
- زمرد اجرا (۲۰۲۰) به عنوان کارگردان.